# Somua MCG
El Somua MCG era un tractor de artillería y vehículo de recuperación semioruga, empleado por el Ejército Francés durante la Segunda Guerra Mundial.

## Historia y desarrollo
Fabricado por la compañía Somua, fue empleado para remolcar piezas de artillería medias, tales como el Schneider Modelo 1917 155 mm y el Schneider Modelo 1936 105 mm, así como sus armones específicos. De esta versión se produjeron 345 unidades: 264 hasta el 1 de septiembre de 1939 y 81 más hasta fines de mayo de 1940.
También tuvo una versión de recuperación, equipada con una grúa, para recuperar tanques averiados. Se produjeron 440 unidades.

## Uso en otros países
Después de la rendición de Francia, varios semiorugas Somua MCG y MCL fueron capturados por los alemanes y puestos en servicio con el Heer. La mayoría fueron modificados en el taller del Mayor Alfred Becker (Baustokommando Becker) como semiorugas blindados. Estos fueron empleados en una variedad de papeles por la 21ª División Panzer, cuando fue reformada después de su destrucción en el norte de África. Sus variantes incluían un lanzacohetes múltiple blindado que montaba el 8 cm Raketen-Vielfachwerfer, un mortero autopropulsado armado con la batería múltiple 8 cm Reihenwerfer y una versión cazatanques armada con el cañón antitanque 7,5 cm PaK 40.
Grecia compró 48 Somua MCG y los empleó para remolcar sus cañones de 85 mm y sus obuses de 155 mm. Turquía también compró una cantidad desconocida de estos vehículos.   

## Galería

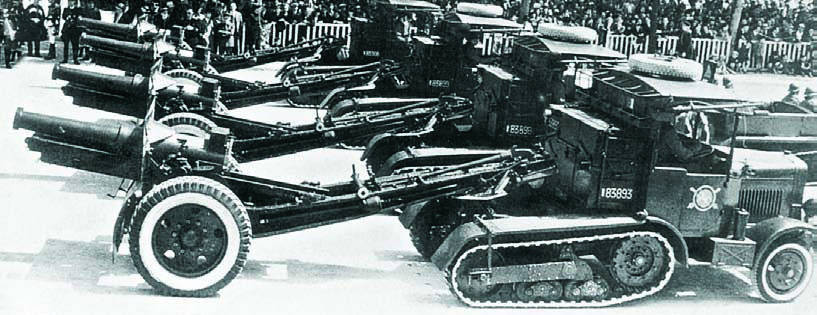
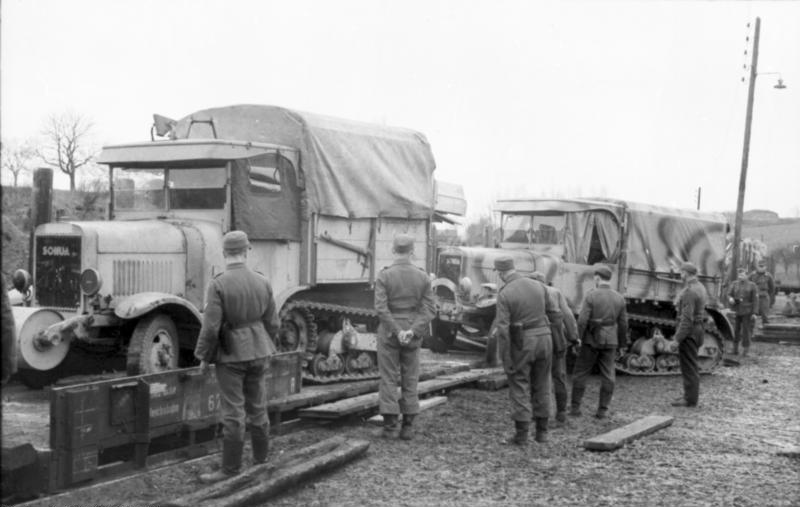
Soldados alemanes estibando semiorugas Somua MCG en un vagón plataforma.
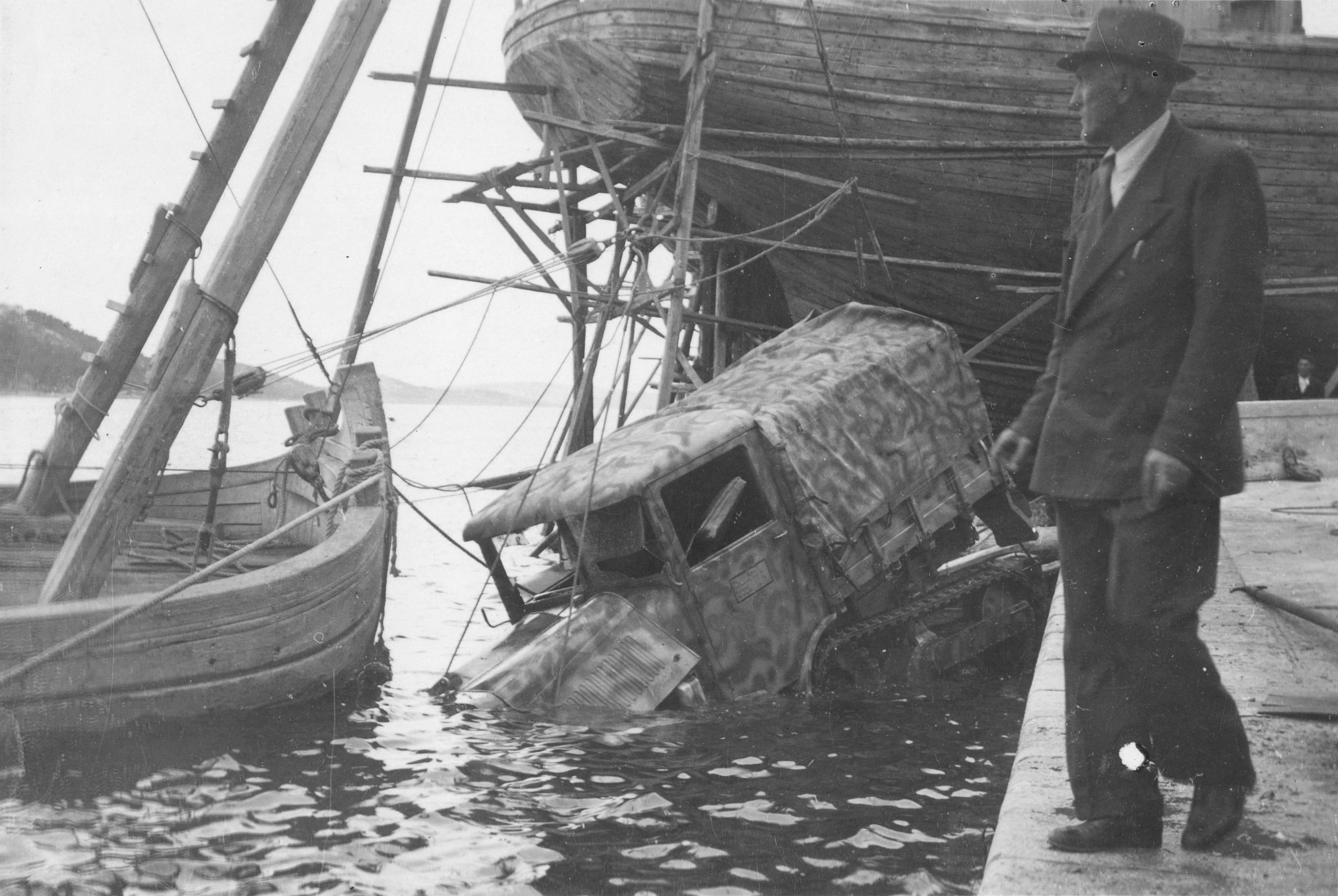
Recuperando un Somua MCG en Lussinpiccolo, 1943.
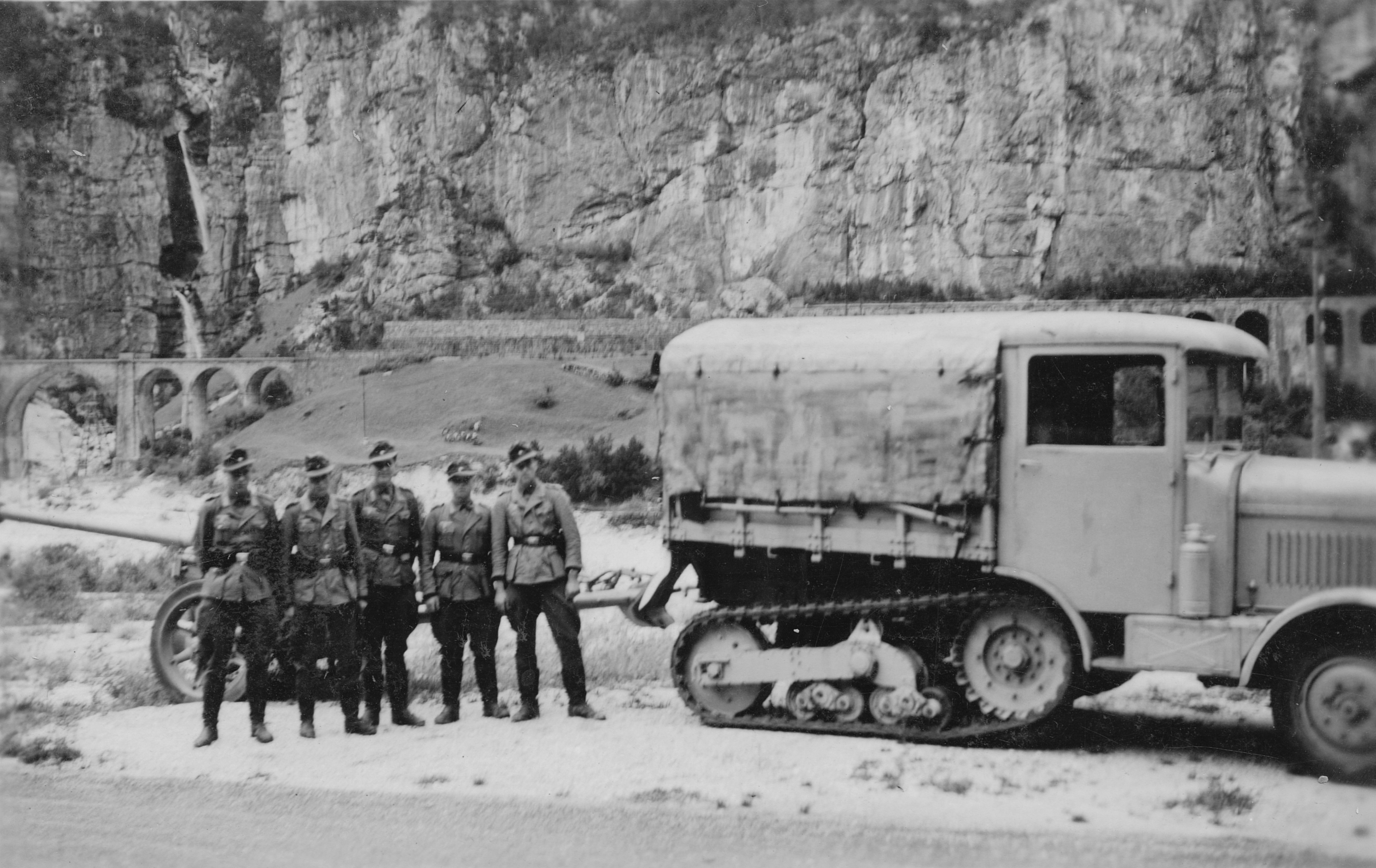
Somua MCG con un PaK 40 en el norte de Italia.
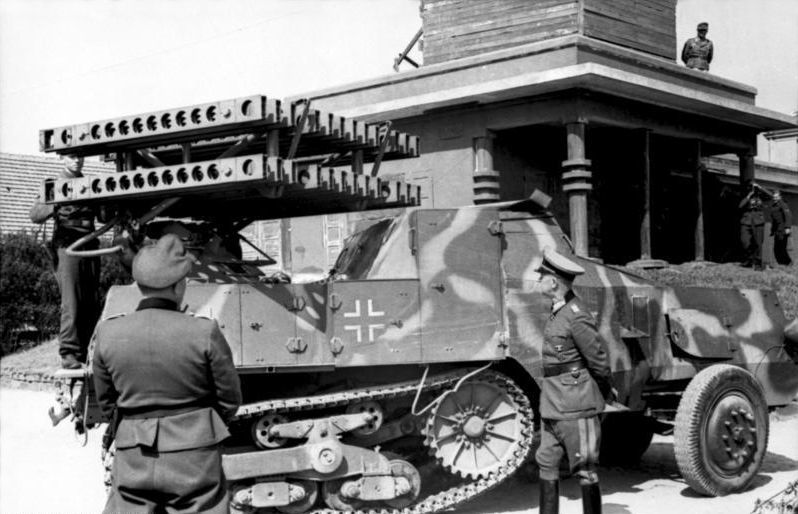
Somua MCG blindado, modificado por Alfred Becker para el Heer.